# Aghbal
Aghbal (franska: Aghbal (CR), Aghbal (Commune Rurale), arabiska: سيدي سليمان - الشراعة (البلد) är en kommun i Marocko.   Den ligger i provinsen Berkane och regionen Oriental, i den nordöstra delen av landet, 400 km öster om huvudstaden Rabat. Antalet invånare är 13 809.